# Yurihama
Yurihama (japanska: 湯梨浜町?, Yurihama-chō) är en landskommun (köping) vid Japanska havet i Tottori prefektur i Japan.  